# بامبروژ
بامبروژ (به هلندی: Baambrugge) یک منطقهٔ مسکونی در هلند است که در درونده فینن واقع شده‌است. بامبروژ ۱٬۱۰۰ نفر جمعیت دارد.